# Chroicopteridae
Chroicopteridae (лат.) — семейство богомолов. Встречаются в Африке и на островах Атлантического и Индийского океанов.

## Описание
Chroicopteridae могут быть отличимы от всех других богомолов по следующей комбинации признаков: маленькие или среднего размера, обычно коричневатые, редко зелёные; супракоксальная дилатация хорошо выражена; вершинные доли передних бёдер с короткими шипами; три-четыре дисковидных шипа, если три, то первый длиннее второго и все шипики передних бёдер очень маленькие, или фаллоидный апофиз с двух- или многоветвистым жгутиком; переднеспинка с 4—5 задневентральными шипами, если пять, то голова с листовидным отростком; ходильные ноги без лопастей и без шипов.
Самки более или менее брахиптерные или аптерные, когда аптерные, то муравьевидные; церки короче половины длины брюшка, цилиндрические; самки часто с роющими приспособлениями на брюшном конце. Фалломеры полностью склеротизированы, иногда хирально зеркальны; отростки левого комплекса разделены; вентральный фалломер с хорошо развитой и обычно склеротизированной базальной лопастью на правой стороне; первичный дистальный выступ pda (primary distal process) перемещён на левую сторону вентрального фалломера, редуцирован; присутствуют sdpm и sdpl; апикальная часть вентрального фалломера и дорсальная пластинка левого фалломера покрыты спинулами, если спинулы отсутствуют, то у аптерной самки апикальный отросток Т-образный или срединный вторичный дистальный выступ sdpm (median secondary distal process) и боковой sdpl (lateral secondary distal process) развиты в сильные шипы; дорсальная пластинка без округлой лопасти; фаллоидный апофиз с передней лопастью и обычно с афлагеллумом.

## Классификация
Семейство включает около 30 родов, ранее включаемые в Mantidae в качестве подсемейства Chroicopterinae. Некоторые роды ранее входили в состав трибы Rivetinini подсемейства Rivetininae, с другими, помещенными в другие места, включая подсемейство Miomantinae. В новой классификации (2019) таксон Chroicopteridae включён в монотипическое надсемейство Chroicopteroidea (из клады Cernomantodea) и инфраотряд Schizomantodea.

### Chroicopterinae
триба Bolbellini
- Bolbella Giglio-Tos, 1915
- Dystactula Giglio-Tos, 1927

триба Chroicopterini
- подтриба Amphecostephanina
  - Amphecostephanus Rehn, 1912
- подтриба Bisanthina
  - Bisanthe  Stal, 1876
- подтриба Chroicopterina
  - Betamantis Giglio-Tos, 1915
  - Carvilia Stal, 1876
  - Chopardentella Kaltenbach, 1996
  - Chroicoptera Stal, 1871
  - Congomantis Werner, 1929
  - Entella Stal, 1877
  - Entelloptera Beier, 1942
  - Geothespis Giglio-Tos, 1916
  - Ligaria Stal, 1877
  - Ligariella Giglio-Tos, 1915
  - Ligentella Kaltenbach, 1996
  - Macracanthopus Chopard, 1929
  - Namamantis Kaltenbach, 1996
  - Paraligaria Beier, 1969
  - Parentella Giglio-Tos, 1915
  - Rhachimantis Giglio-Tos, 1915
  - Sphaeromantis Schulthess, 1898
- подтриба Dystactina
  - Achlaena Karsch, 1892
  - Achlaenella Giglio-Tos, 1915
  - Dystacta Saussure, 1871
  - Pseudodystacta Kaltenbach, 1996

### Tarachininae
Тропическая центральная Африка
триба Gonypetellini
- Gonypetella Giglio-Tos, 1915
- Telomantis Giglio-Tos, 1915

триба Tarachinini
- Tarachina Werner, 1907